# 利·霍夫曼
利·霍夫曼（英語：Leigh Hoffman，2000年6月11日—），澳大利亚男子自行车运动员，主攻场地自行车。他曾代表澳大利亚参加2022年英联邦运动会自行车比赛，获得男子团体竞速赛金牌。